# کسب (سوریه)
کَسَب ((به ارمنی: Քեսապ) کساب)، نام شهرکی است که در یکی از شمالی‌ترین نقاط کشور سوریه و در فاصله‌ای نزدیک به کشور ترکیه قرار دارد. این شهر اکثریتی ارمنی دارد و در حومهٔ لاذقیه واقع‌است.

## نگارخانه

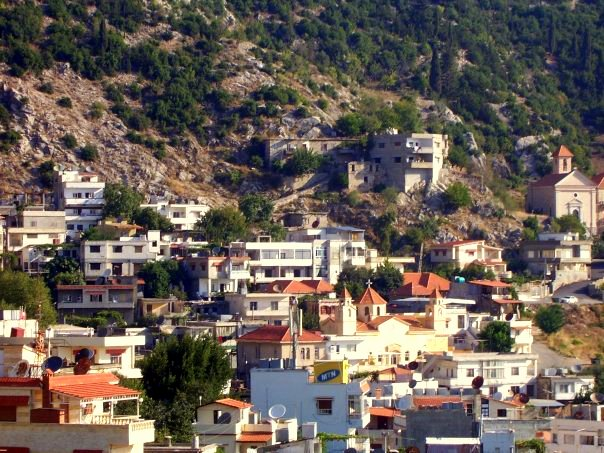
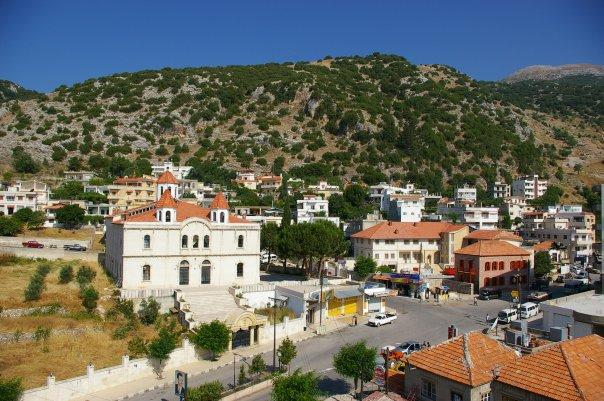
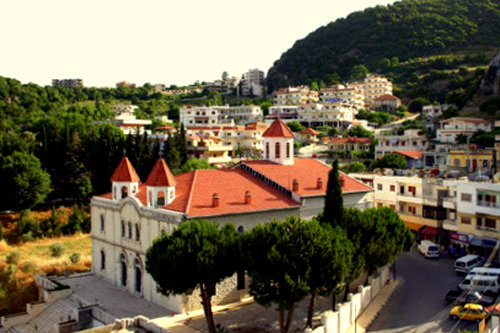
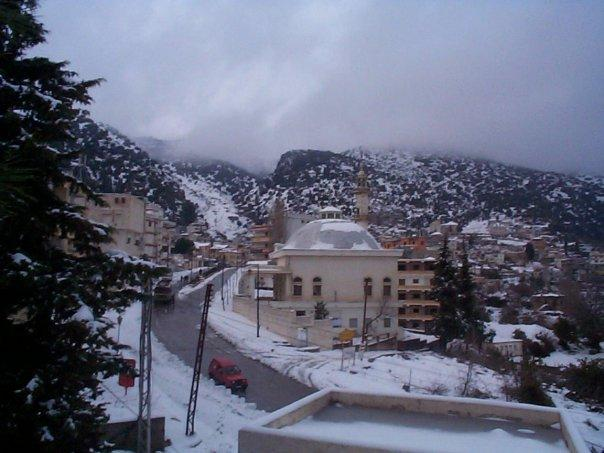
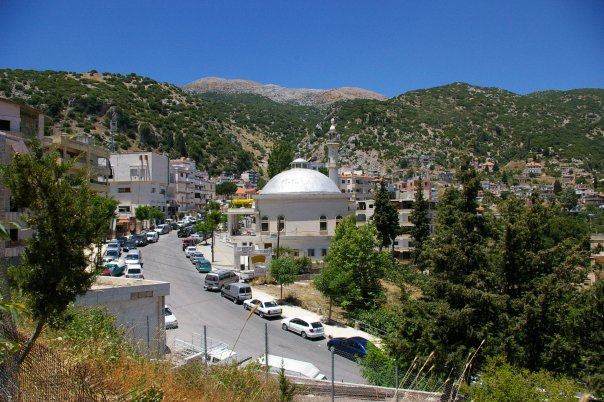
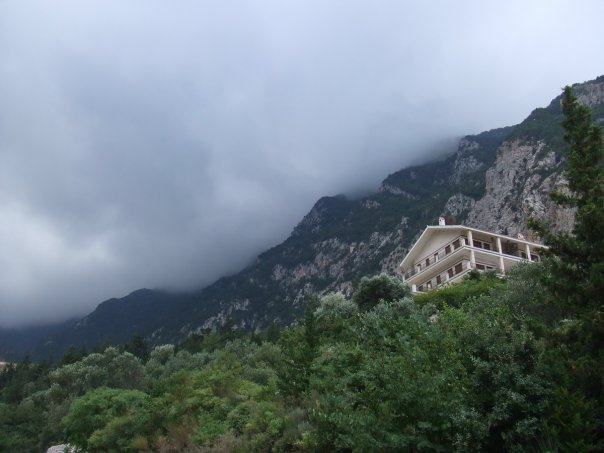
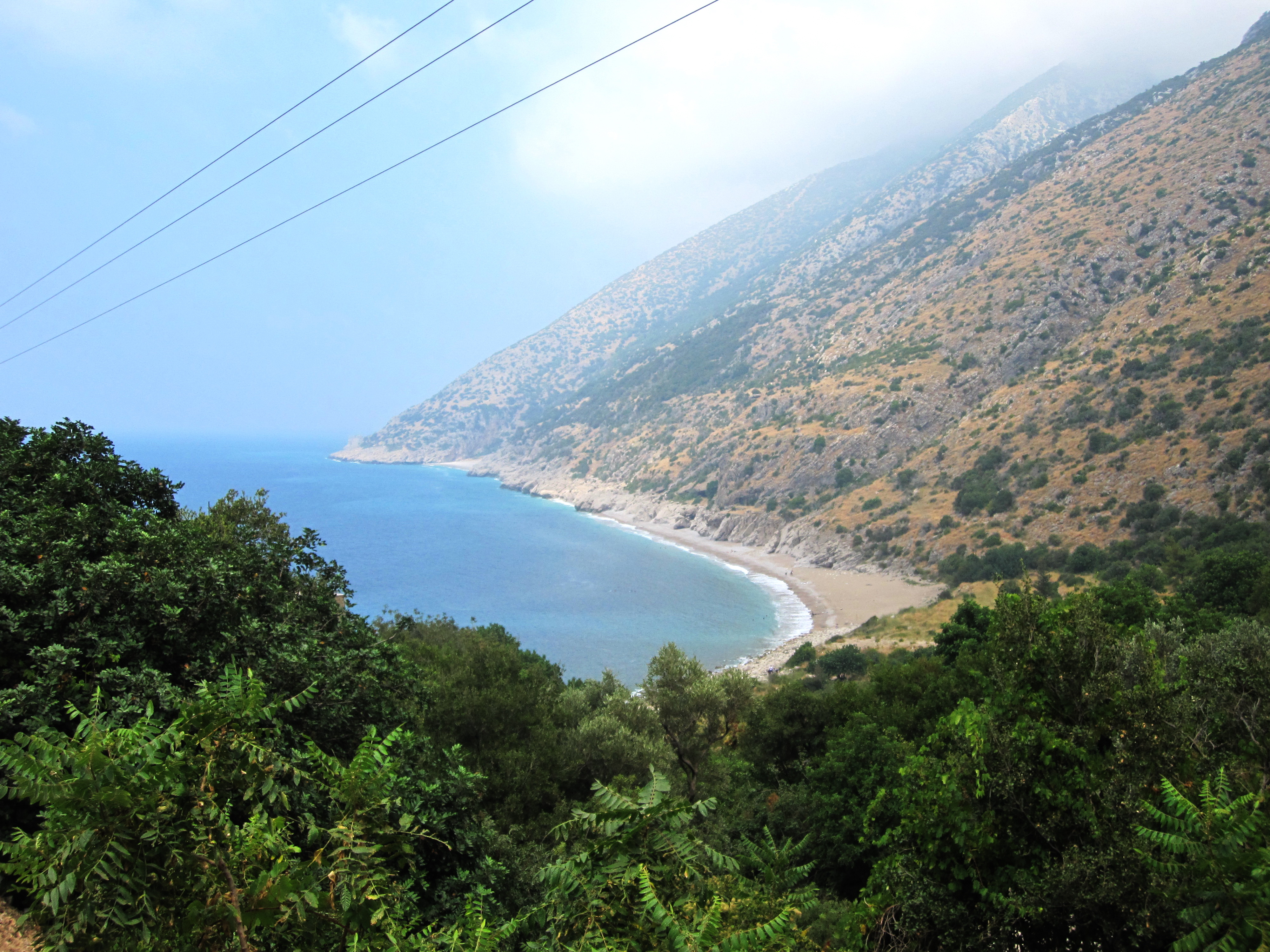
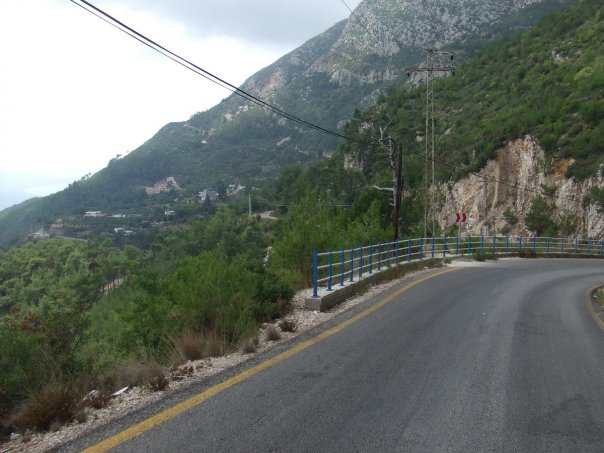